# Роксана Скарлат
Роксана Скарлат (рум. Roxana Scarlat, нар. 3 січня 1975, Бухарест, Румунія) — румунська фехтувальниця на рапірах, срібна призерка Олімпійських ігор 1996 року.

## Виступи на Олімпіадах
| Олімпіада    | Дисципліна           | Місце |
| ------------ | -------------------- | ----- |
| Атланта 1996 | індивідуальна рапіра | 15    |
| Атланта 1996 | командна рапіра      | 2     |
| Афіни 2004   | індивідуальна рапіра | 9     |